# L'Heure du bain
L'Heure du bain is een beeldengroep van de Franse beeldhouwer Dominique Denry (1948-2021) in de Franse stad Fécamp (Normandië). Drie bronzen beelden, elk op een eigen sokkel, stellen drie baadsters voor die uitkijken over zee. De beeldengroep op de zeedijk van Fécamp werd ingehuldigd in september 2017.